# Anna Letenská

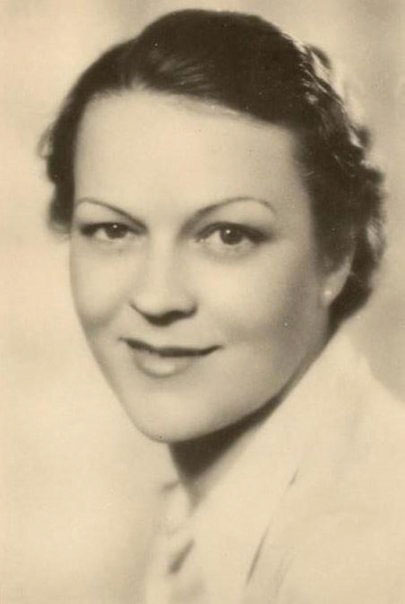
Anna Letenská (vor 1930)

Anna Letenská (* 29. August 1904 in Nýřany, Österreich-Ungarn als Anna Svobodová; † 24. Oktober 1942 im KZ Mauthausen) war eine tschechoslowakische Schauspielerin und Widerstandskämpferin.

## Leben
Anna Svobodovás Eltern Marie Svobodová (1871–1960) und Oldřich Svoboda (–1939) sowie auch ihre Schwester Růžena Nováková (1899–1984) waren Schauspieler. Sie heiratete 1925 den Schauspieler Ludvík Hrdlička, der den Schauspielernamen Letenský angenommen hatte. Der Sohn Jiří wurde 1926 geboren, die Ehe wurde 1940 geschieden. Letenská spielte zunächst in den Theatern der Provinz und kleineren Bühnen der Hauptstadt. 1937 hatte sie ihren ersten Auftritt im Film, 1938 trat sie zusammen mit ihrem Mann in einem Film auf. Sie erhielt 1939, als die Tschechoslowakei zerschlagen und Böhmen und Mähren  von den Deutschen besetzt worden war, ein festes Engagement am Prager Theater in den Weinbergen.
Letenská heiratete 1941 den Architekten Vladislav Čaloun, der im tschechischen Widerstand wirkte. Letenská und Čaloun waren nach dem Attentat auf den De-facto-Reichsprotektor Reinhard Heydrich am 27. Mai 1942 in Rettungsaktionen für Widerständler engagiert. Bei der Heydrichiade wurde Čaloun verhaftet, während die Gestapo trotz des bestehenden „Sippenhaftbefehls“ Anna Letenska und ihren Sohn scheinbar verschonten. Letenská war zu der Zeit mitten in der Produktion des Filmes Přijdu hned (Ich komme gleich) engagiert. Filmproduzent war der tschechische Filmunternehmer Milos Havel.
Regisseur Otakar Vávra sah der Letenská bei den Dreharbeiten die enorme psychische Anspannung an, die zwischen Hoffnung und Verzweiflung schwebte und nicht wusste, was mit ihr und ihrem 16-jährigen Sohn geschehen würde, wenn der Film abgedreht war. Um ihn und ihren inhaftierten Mann nicht zu gefährden, verwarf sie sogar ein Angebot zur Flucht, und spielte vor der Kamera weiter  eine burleske Hausmeisterin. Sie wusste nicht, ob sie um ihr Leben und das ihres Sohnes noch spielte oder ob ihr Schicksal schon besiegelt war.
Letenská wurde nach Ende der Dreharbeiten verhaftet. Sie wurde im Gefängnis Pankrác von der Gestapo verhört und danach in einer Gruppe Frauen in das Frauengefängnis Theresienstadt deportiert. Sie geriet von dort in das KZ Mauthausen, wo sie mit Genickschuss ermordet wurde. Ihr Mann Vladislav Čaloun wurde am 26. Januar 1943 erschossen.
Der Sohn Jiří Letenský überlebte die Verfolgung, er wurde ebenfalls Schauspieler und starb 2002. Er konnte noch vom deutschen Filmemacher Fred Breinersdorfer interviewt werden, der 2002 begonnen hatte, den Stoff filmisch aufzuarbeiten. An der Erstellung des Films wirkten verschiedene Veteranen des tschechischen Widerstands mit und auch die seinerzeitige Schauspielerkollegin Zita Kabátová und der Regisseur Václav Berdych, und es wurde auch Ivan M. Havel, Bruder von Václav Havel, interviewt. In der 2009 in den Kinos gezeigten Dokufiktion stellte Hannah Herzsprung die Anna dar.
Das Schicksal der Anna Letenská war schon 1958 im Roman Kat nepočká von Norbert Frýd verarbeitet worden. Der Roman wurde 1971 von František Filip  mit Jiřina Bohdalová verfilmt.
In Prag-Vinohrady ist eine Straße nach ihr benannt.

## Filmografie (Auswahl)
- Dlouhý, Široký a Bystrozraký, 1942
- Městečko na dlani, 1942
- Přijdu hned, 1942
- Ryba na suchu, 1942
- Valentin, der Gutmütige (Valentin dobrotivý), 1942
- Pražský flamendr, 1941
- Rukavička, 1941
- Z českých mlýnů, 1941
- Babička, 1940
- Čekanky, 1940
- Minulost Jany Kosinové, 1940
- Okénko do nebe, 1940
- Pelikán má alib, 1940
- Pro kamaráda, 1940
- Prosím, pane profesore!, 1940
- Děvče z předměstí anebo Všecko příjde na jevo, 1939
- Dvojí život, 1939
- Mořská panna, 1939
- Srdce v celofánu, 1939
- Umlčené rty, 1939
- Ženy u benzinu, 1939
- Manželka něco tuší, 1938
- Milování zakázáno, 1938
- Slávko nedej se!, 1938
- Kříž u potoka, 1937